# Новаљије (Лече)
Новаљије (итал. Novaglie) је насеље у Италији у округу Лече, региону Апулија.
Према процени из 2011. у насељу је живело 2 становника. Насеље се налази на надморској висини од 24 м.